# Brentwood, Los Angeles
Brentwood är ett distrikt i regionen West Los Angeles i Los Angeles, Kalifornien, USA. Brentwood har knappt 42 000 invånare.
Brentwood gränsar i öster till Bel Air och Westwood, i söder till Santa Monica och i väster till Pacific Palisades. I norr reser sig Santa Monica Mountains.
Brentwood genomkorsas av Sunset Boulevard som i öster möter motorvägen San Diego Freeway, eller Interstate 405. San Diego Freeway utgör Brentwoods gräns mot Bel Air.
I Brentwood ligger bland annat konstmuseet Getty Center, även kallat Jean Paul Getty Museum, samt sportklubben Brentwood Country Club.
Brentwood är, näst efter Bel Air och Beverly Hills, Los Angeles mest välbärgade bostadsområde. Många kända personer inom exempelvis film och musik bor, eller har bott, här.

## Kända personer som bor, eller har bott, i Brentwood
- Julie Andrews, skådespelerska och sångerska (som sammanboende med Blake Edwards).
- Gisele Bündchen, modell.
- Jim Carrey, skådespelare.
- Joan Crawford, skådespelerska (426 North Bristol Avenue).
- Blake Edwards, filmregissör (som sammanboende med Julie Andrews).
- June Haver, skådespelerska (som sammanboende med Fred MacMurray, 485 Halvern Drive).
- Fred MacMurray, skådespelare (som sammanboende med June Haver, 485 Halvern Drive).
- Marilyn Monroe, skådespelerska och sångerska (12 305 Fifth Helena Drive).
- Arnold Schönberg, kompositör.
- O.J. Simpson, fotbollsspelare och skådespelare (475 Rockingham Avenue).
- Anna Nicole Smith, fotomodell (12 305 Fifth Helena Drive).
- Shirley Temple, skådespelerska (209 Rockingham Avenue).